# Saint-Julien-de-Jonzy
Saint-Julien-de-Jonzy är en kommun i departementet Saône-et-Loire i regionen Bourgogne-Franche-Comté i östra Frankrike. Kommunen ligger i kantonen Semur-en-Brionnais som tillhör arrondissementet Charolles. År 2022 hade Saint-Julien-de-Jonzy 337 invånare.

## Befolkningsutveckling
Antalet invånare i kommunen Saint-Julien-de-Jonzy
| Referens: INSEE |